# Георг Кайзер
Георг Кайзер (на немски: Georg Kaiser), роден на 25 ноември 1878 г. в Магдебург, Германия, починал на 4 юни 1945 г.в Аскона, Швейцария е немски писател драматург и поет. Един от най-ярките представители на немската литература на 20 век и ярък представител на експресионизма в литературата.

## Биография
Георг Кайзер е роден като пети поред син от шестте сина на търговец в Магдебург. Посещава „Педагогиума“– елитно средно училище с високи изисквания, намиращо се в манастира в Магдебург „Unser Lieben Frauen“. От 1898 до 1901 работи за фирмата АЕГ в Буенос Айрес. След заболяване от малария се връща в Германия. През 1908 г. се жени за Margarethe Habenicht, дъщеря на заможен търговец, след което става финансово независим. През следващите години активно твори без особен успех.
През 1917 г. е представена неговата драма „Гражданите на Кале“, с която Кайзер постига своя първи голям успех. След този успех става един от най-популярните драматурзи в Германия. През 1938 г. емигрира в Швейцария, като често променя местата, където живее.